# Анисимовка (Приморский край)
Анисимовка — село в Шкотовском районе Приморского края, входит в Новонежинское сельское поселение. Расположено в верховьях реки Суходол, на высоте 291 м над уровнем моря.

## История
Основано в 1901 году под названием Кангауз (в переводе с китайского языка Тёплая Долина). В 1972 году, в ходе ликвидации китайских названий, переименовано в Анисимовку, в честь партизанского командира Михаила Анисимова.

## Население
| 1939 | 2002 | 2005 | 2008 | 2010 |
| ---- | ---- | ---- | ---- | ---- |
| 1831 | ↘810 | ↗848 | ↗875 | ↘715 |

## Транспорт
В селе оканчивается автотрасса Новонежино — Анисимовка, через село также проходит железнодорожная линия Угловое — Находка. Расстояние по дороге до райцентра, посёлка Смоляниново составляет 34 км, до Владивостока — около 105 км.

## Спорт
В окрестностях села проводятся чемпионаты Приморского края по альпинизму в дисциплине скайраннинг, а также ежегодная мультиспортивная гонка «Falaza Challenge».

## Русская православная церковь
Храм Живоначальной Троицы.

## Туристические объекты
В селе находятся горнолыжная трасса, базы отдыха, открыт музей. Анисимовка служит отправным пунктом для туристов при подъёме на горы Литовку (Фалаза) и Туманную (хребет Большой Воробей). В 6 километрах от села находятся Смольные водопады.